# Glyceria gatineauensis
Glyceria gatineauensis är en gräsart som beskrevs av Wray Merrill Bowden. Glyceria gatineauensis ingår i släktet glycerior, och familjen gräs. Inga underarter finns listade i Catalogue of Life.